# Krk (stad)
Krk ([kr̩k]), Italiaans: Veglia; Dalmatisch: Vekla; Čakavisch: Velja; Duits: Vegl), is met zijn 5491 inwoners (2001) de belangrijkste plaats en de enige stad op het gelijknamige eiland in Kroatië. Het stadje is een trekpleister voor toeristen.

## Geschiedenis
In de Romeinse tijd heette het stadje Curicum of Curicta en was het een geliefde verblijfsplaats van vooraanstaande personen. In de middeleeuwen zwaaiden de Frankopans er de scepter, een van de voornaamste Kroatische magnatengeslachten. Ook behoorde het lange tijd tot Venetië.

## Stadsbeeld
De stadsmuur van Krk is grotendeels bewaard gebleven. Ook zijn er veel overblijfselen uit de Romeinse en Griekse tijd. Het stadje telt een aantal belangrijke kerken, waaronder de 13de-eeuwse Kathedraal van Maria-Hemelvaart (Katedrala Uznesenja Marijina) en de naastgelegen Quirinuskerk (Crkva Sv. Kvirina), een romaanse kerk met twee verdiepingen. Deze is gewijd aan Quirinus van Siscia, de schutspatroon van de stad.
Het kasteel van de graven Frankopan (Frankopanski kaštel) wordt tegenwoordig voor openluchtvoorstellingen gebruikt.
Steden (gradovi): Rijeka · Bakar · Cres · Crikvenica · Čabar · Delnice · Kastav · Kraljevica · Krk · Mali Lošinj · Novi Vinodolski · Opatija · Rab · Vrbovsko

Gemeenten (općine): Baška · Brod Moravice · Čavle · Dobrinj · Fužine · Jelenje · Klana · Kostrena · Lokve · Lopar · Lovran · Malinska-Dubašnica · Matulji · Mošćenička Draga · Mrkopalj · Omišalj · Punat · Ravna Gora · Skrad · Vinodolska · Viškovo · Vrbnik